# حفاء

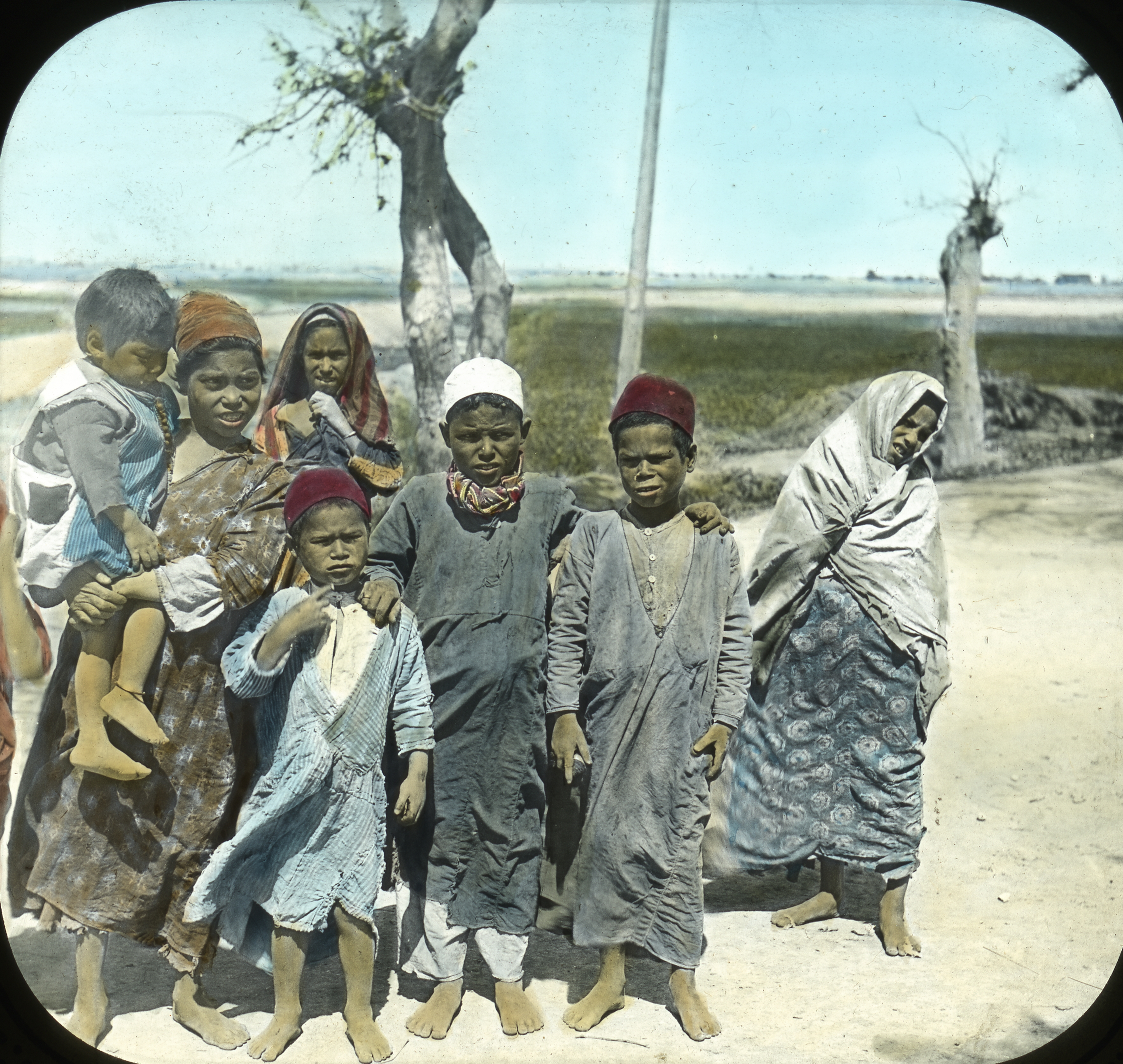
أطفال مصريون حفاة.

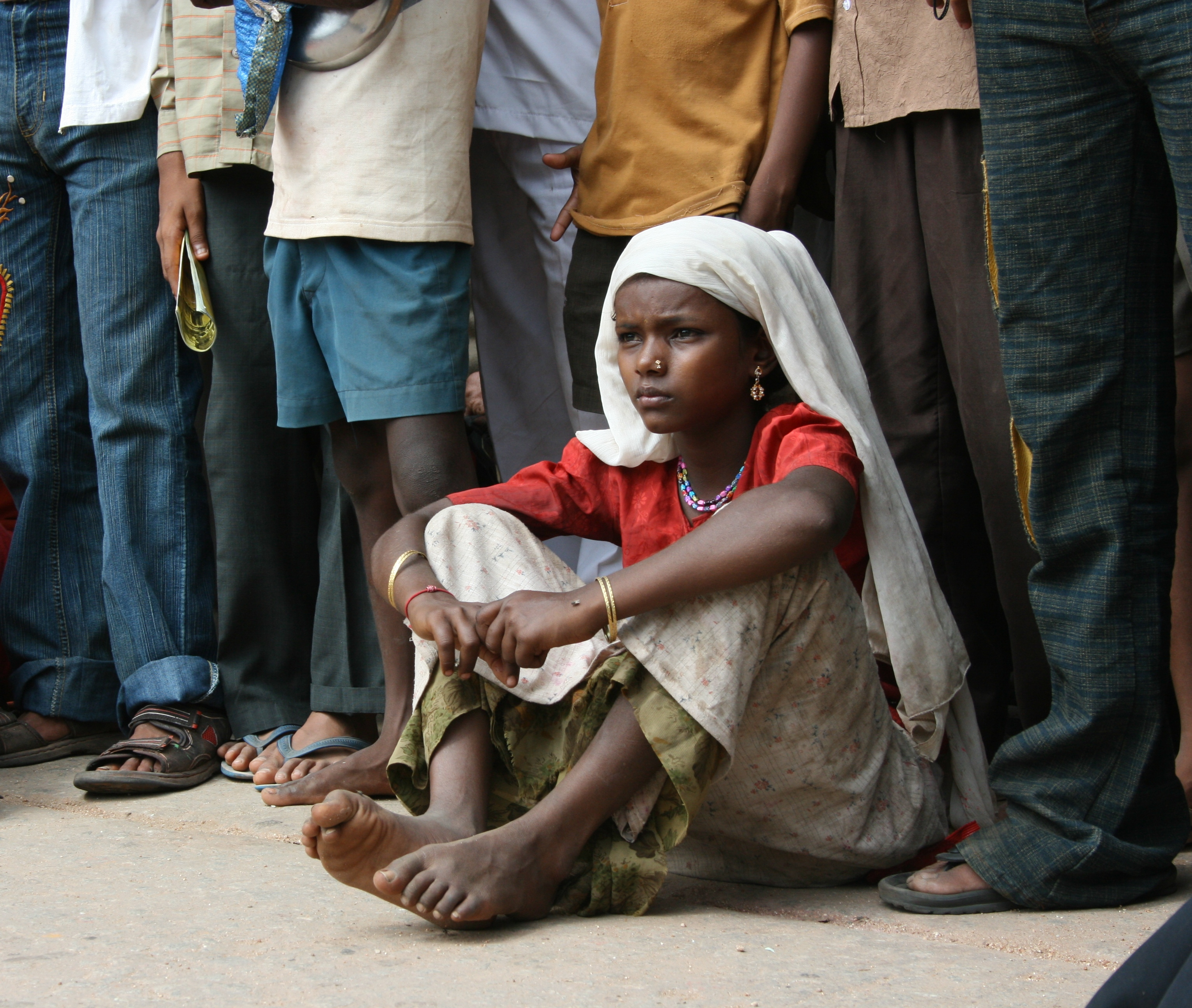
فتاة هندية حافية.

الحفاء هو أن يكون الشخص بلا حذاء أو نعل أو ما شابه.

## في القواميس
جاء في الصحاح للجوهري: «حَفِيَ يَحْفي حَفاءً، وهو أن يمشي بلا خُف ولا نعلٍ». وجاء في مقاييس اللغة لابن فارس: «والحَفَاء خِلافُ الانتِعال».

## في الدين
للحفاء دلالات دينية، منها ما ذكر في قصة موسى، أنه لما دخل سيناء أمره الله بخلع نعاله، فقد جاء في كتاب الخروج: «لا تَقْتَرِبْ الَى هَهُنَا. اخْلَعْ حِذَاءَكَ مِنْ رِجْلَيْكَ لانَّ الْمَوْضِعَ الَّذِي انْتَ وَاقِفٌ عَلَيْهِ ارْضٌ مُقَدَّسَةٌ». وجاء في القرآن: «إِنِّي أَنَا رَبُّكَ فَاخْلَعْ نَعْلَيْكَ إِنَّكَ بِالْوَادِ الْمُقَدَّسِ طُوًى».

وجاء في الحديث: 
| حفاء                                   | أن رجلاً من أصحاب النبي ﷺ وسلم رحل إلى فضالة ابن عُبيد وهو بمصر. فقدم عليه فقال: أما إني لم آتك زائراً؛ ولكنِّي سمعت أنا وأنت حديثاً من رسول الله ﷺ، رجوت أن يكون عندكم منه علمٌ. قال: وما هو؟ قال: كذا وكذا. قال: فما لي أراك شعِثاً، وأنت أمير الأرض؟ قال: إن رسول الله ﷺ كان ينهانا عن كثيرٍ من الإرفاه. قال: فما لي لا أرى عليك حذاءً !؟ قال كان النبي ﷺ يأمرنا أن نحتفي أحياناً. | حفاء |
| — اسناد حسن، وهو صحيح على شرط الشيخين. | |      |

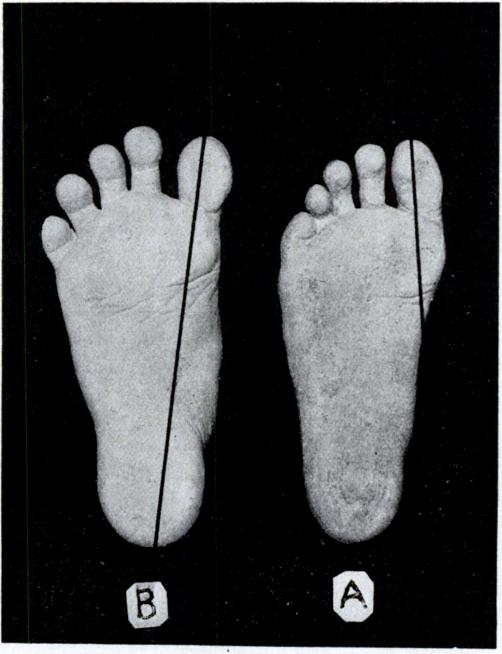
قدم B هي لبالغ لم يلبس حذاءً قط، وقدم A تظهر آثار لبس الحذاء بعد عدة أسابيع فقط، ومن هذه الآثار اعوجاج الأصابع إلى الداخل.